# Topaldios apertus
Topaldios apertus är en stekelart som beskrevs av Papp 1995. Topaldios apertus ingår i släktet Topaldios och familjen bracksteklar. Inga underarter finns listade i Catalogue of Life.